# 채림 (성우)
채림(1999년 4월 9일~)은 대한민국의 여자 성우이다.

## 주요 작품

### 애니메이션

#### 2021년
- 도깨비언덕에 왜 왔니? - 박동만, 은지, 설아 외 각종 단역
- 명탐정 코난 19기 - 마리아(히가시오 마리아), 여자4, 나희사(사히나 나기사), 직원1, 나비단
- 방과후 트레저헌팅 - 여자 아이
- 뱀파이어소녀 달자 - 각종 단역
- 신비아파트 고스트볼Z: 어둠의 퇴마사 - 지유, 소율, 주연, 지환, 채원, 서준, 좀비 외 각종 단역
- 안녕! 보노보노 7기 - 각종 단역
- 웰컴투 정글스쿨 - 견이득, 정래서, 고다일 엄마, 라보득
- 이상한 과자가게 전천당 - 호박 및 콩알 등 각종 단역
- 짱구는 못말려 6기 재더빙(더 비기닝) - 각종 단역
- 짱구는 못말려 21기 - 각종 단역
- GHOST 무서 WAR 시즌 2 - 양아치 친구들, 숨어살던 여자, 계나리/빛나리, 유토파 유저들, 채림, 육은영

#### 2022년
- 뱀파이어소녀 달자 - 각종 단역
- 신비아파트 고스트볼Z: 귀도퇴마사 - 선, 오복이, 5층 아내, 여아 등서귀, 펜션 주인, 진서, 하늘도깨비, 구두리 반 친구 외 각종 단역
- 안녕! 보노보노 8기 - 동굴, 메롤리
- 토마스와 친구들: 함께 달리자! - 샌디
- 명탐정 코난 20기 - 나가영, 마혜나
- GHOST 무서 WAR 시즌 3 - 승강귀, 친구2, 여자아이, 효니, 다봉, 진영, 친구1, 사촌 누나
- 퍼피 구조대 8기 - 각종 단역
- 짱구는 못말려 22기 - 각종 단역
- 요괴워치 음표 - 각종 단역

#### 2023년
- 네모바지 스폰지밥 시즌 13 - 각종 단역
- 신비아파트 고스트볼 ZERO - 김청하 / 귀도 청, 해원, 채아
- 올리의 신비한 몬스터 가방 - 파이퍼
- 안녕! 보노보노 9기 - 큐피
- 명탐정 코난 21기 - 심희주, 서천주, 오하나, 남가희
- 짱구는 못말려 23기 - 대진구(대갈진구) 외 각종 단역
- 신비아파트 고스트볼 ZERO: 두 번째 이야기 - 김청하 / 귀도청, 무용부 선생님, 스마일 폭탄, 연지, 어린 최찬호, 영빈 엄마, 정령, 최지율 외 각종 단역
- 신비아파트 스페셜: 철궁이와 철원 히어로즈 한탄강의 전설 - 담담이

#### 2024년
- 링컨의 집에서 살아남기 집에서 놀자 스페셜 - 스텔라, 칼라 외 각종 단역
- 명탐정 코난 22기 - 함유리, 성유미, 조은희
- 짱구는 못말려 24기 - 각종 단역
- 신비아파트 2단지 - 엄마, 채림, 의문의 소녀 / 여학생 귀신, 이현수, 반 아이 1, 리아 친구 1, 악놀귀, 소년, 할머니
- 원더풀 프리큐어! - 강로하 / 큐어 프렌디, 오카쿠 외 단역
- 명탐정 코난 재더빙 1기 - 준서 / 선거요원(9~10화)

#### 2025년
- 귀멸의 칼날 - 카마도 하나코
- 슈팅스타 캐치! 티니핑 - 루루핑, 뽀뽀핑
- 짱구는 못말려 25기 - 강로하 / 큐어 프렌디

### 극장판 애니메이션
- 신비아파트 특별판: 빛의 뱀파이어와 어둠의 아이(TVING) - 남자 아이
- 극장판 짱구는 못말려: 격돌! 낙서왕국과 얼추 네 명의 용사들 - 사회자
- 극장판 짱구는 못말려: 수수께끼! 꽃피는 천하떡잎학교 - 구석애
- 신비아파트 극장판 차원도깨비와 7개의 세계 - 안내봇 1
- 극장판 짱구는 못말려: 동물소환 닌자 배꼽수비대 - 대진구(제갈진구)
- 신비아파트 특별판: 조선퇴마실록(TVING) - 어린 주운, 궁녀, 평안대감집 아이
- 명탐정 코난: 흑철의 어영 - 여직원
- 신차원! 짱구는 못말려 더 무비: 초능력 대결전 ~날아라 수제김밥~ - 로사

### 게임
- 그랑사가 - 헤파이스토스
- 데스티니 차일드 - 물귀신 제니
- 동아리 - 박다영
- 리버스: 1999 - 제멜바이스
- 명일방주 - 티폰
- 무기미도 - 라미아
- 병원x생활 - 송보송
- 블루 아카이브 - 우시오 노아, 우자와 레이사
- 스타세이비어 - 샤를
- 승리의 여신: 니케 - 플로라
- 아우터플레인 - 블라다
- 앵커패닉 - 반디
- 에버소울 - 오닉스
- 에픽세븐 - 리나크
- 원신 - 닐루, 나비야 외 단역
- 일곱 개의 대죄: GRAND CROSS - 파트리아
- 트릭컬 리바이브 - 레테, 이드
- 일곱 개의 대죄: GRAND CROSS - 피트리아, 베타
- 쿠키런: 킹덤 - 글라스마린 쿠키, 단계화맛 쿠키 외 각종 단역
- 클로저스 - 이사벨 세일럼
- 트릭컬 리바이브 - 이드, 레테

### 오디오 드라마
- 창 너머 창 (야해) - 수아누나 외

### 광고
- 투니버스 종합예고
- 투니버스 & 리틀투니 NEXT 멘트

### 기타
- 삼성 빅스비 - 닐루